# Следзь Володимир Вікторович

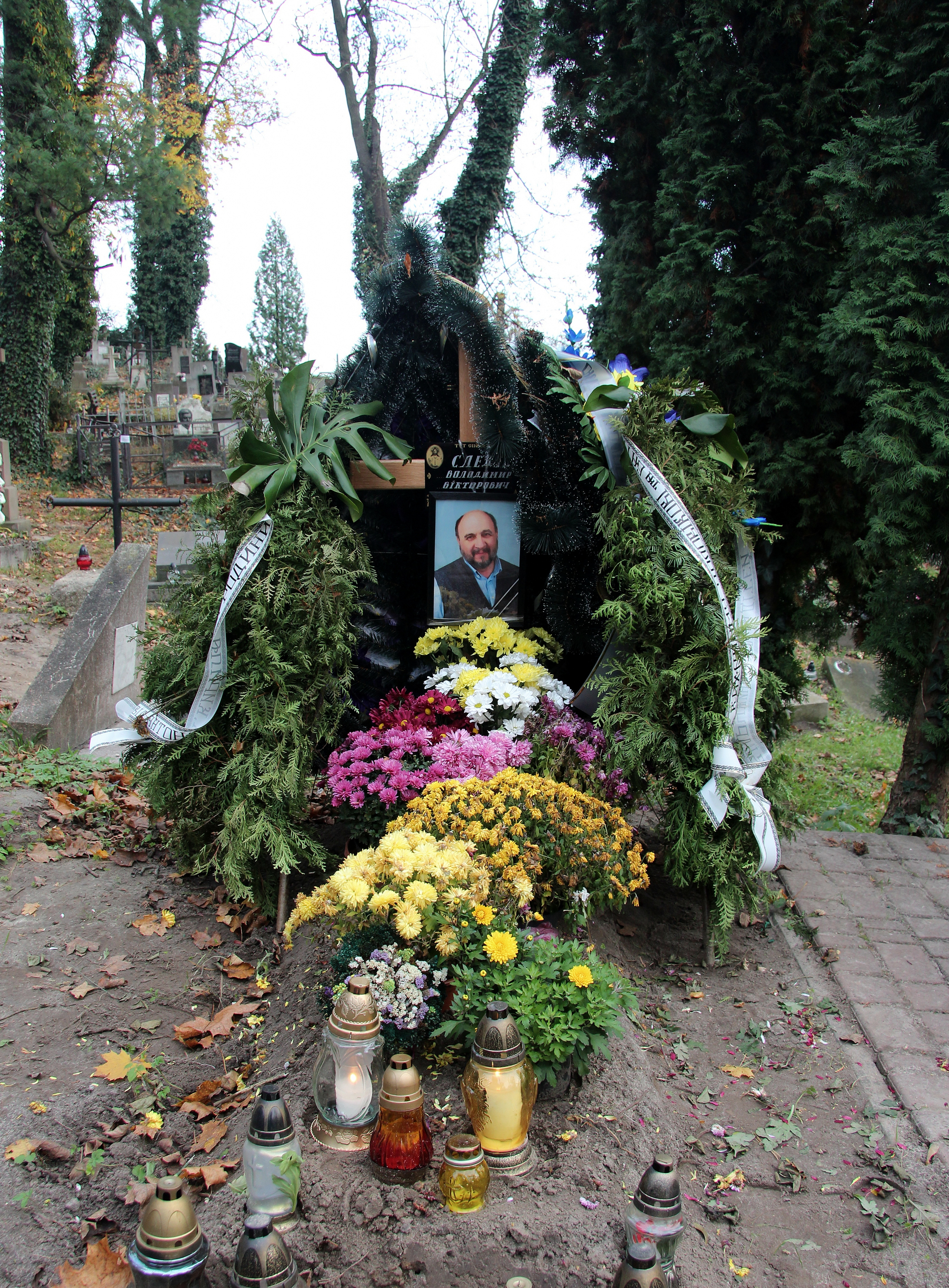

Володи́мир Ві́кторович Следзь (6 серпня 1964, Львів — 3 жовтня 2020, Львів) — український архітектор, лауреат Державної премії України в галузі архітектури, автор ескізного проєкту стадіону «Арена Львів».

## Життєпис
Народився 6 серпня 1964 року у Львові.
У 1986 році закінчив архітектурний факультет Львівського політехнічного інституту.
У 1990 році Володимир Следзь спільно зі своїм колегою архітектором Костянтином Малярчуком заснував архітектурну студію «Арніка», яку й очолив.
З 2003 року член Національної спілки архітекторів України. Директор «Арніки» В. В. Следзь у 2003 році отримав премію Національної спілки архітекторів України «Велика Волюта» за досягнення в архітектурі.
У 2017 році очолив громадську організацію «Львівська регіональна палата сертифікованих архітекторів», що підпорядковується НСАУ.
Пішов з життя 3 жовтня 2020 року від коронавірусу. Похований у Львові на Личаківському цвинтарі (поле № 50).
Міський голова Львова щодо цієї сумної події зазначив таке:
|                   | Архітектор Володимир Следзь мав великий вплив на формування нової архітектурної школи Львова доби Незалежності |
| — Андрій Садовий, | |

## Досягнення
Є автором проєктів низки відомих архітектурних об'єктів — стадіону «Арена Львів» та благоустрою площі перед пам'ятником Тарасові Шевченку, та співавтором — деяких інших, менш відомих, архітектурних композицій Львова.

### Основні об'єкти
- благоустрій площі перед пам’ятником Тарасові Шевченку у Львові.
- приватний будинок на вулиці Таджицькій у Львові.
- багатоквартирні житлові будинки на вулицях Рудницького, Крип'якевича, Карпатській, Дзиндри, Квітневій, Сахарова, Тернопільській, Ніжинській, Йосифа Сліпого, Братів Тимошенків у Львові.
- адміністративна будівля на вулиці Княгині Ольги у Львові[1].
- торгівельно-офісні комплекси «ІнтерСІТІ» на проспекті Чорновола та проспекті Червоної Калини у Львові.
- офіс регіонального управління АТ «УкрСиббанк» у Львові.
- стадіон «Арена Львів», реалізований у 2011 році.

## Нагороди, відзнаки
У 2003 році нагороджений премією Ґран-прі НСАУ «Велика Волюта за досягнення в архітектурі.
У 2013 році нагороджений Державною премією України у галузі архітектури за участь у створенні стадіону Арена Львів.

## Галерея

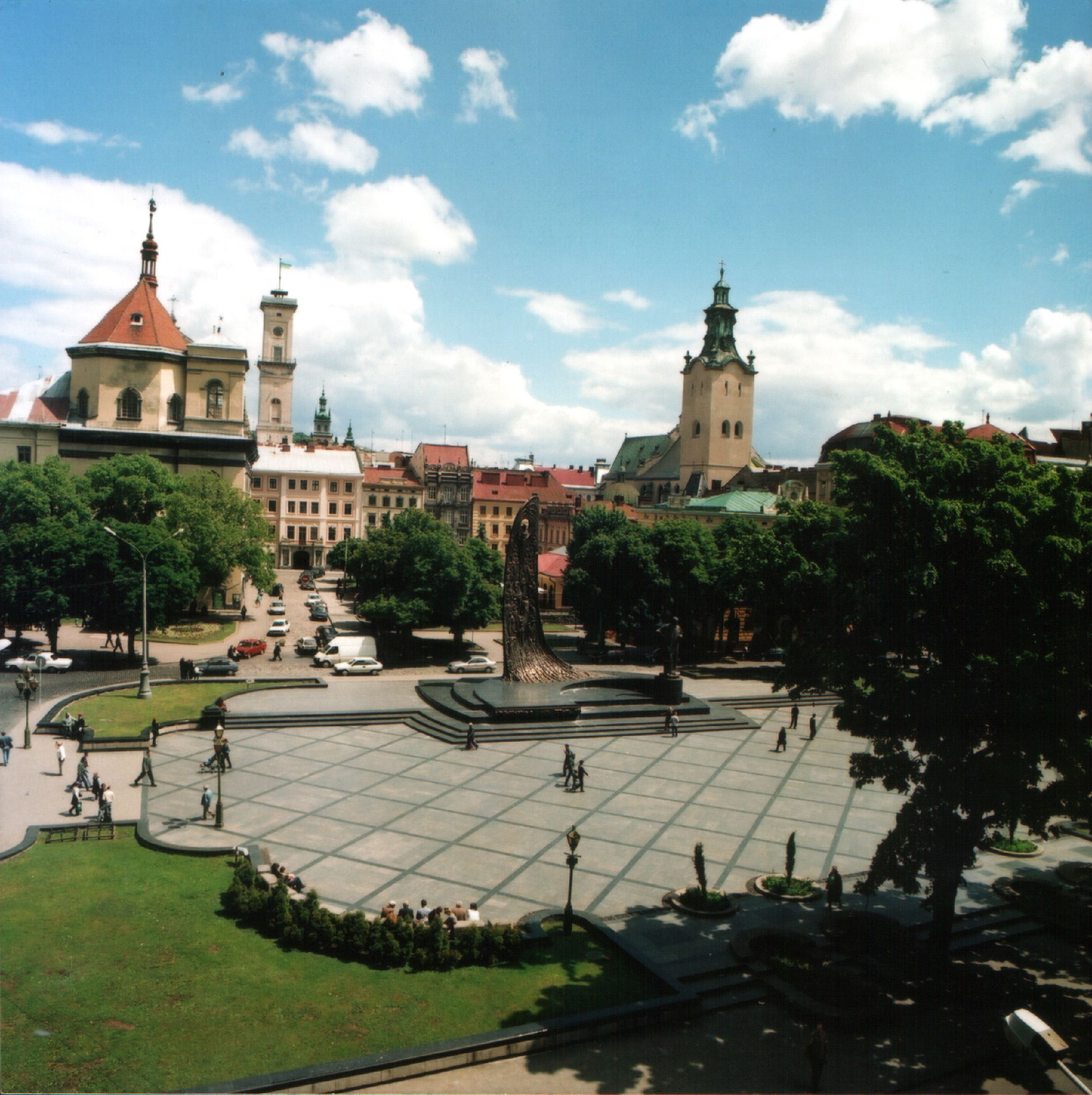
Площа перед пам'ятником Тарасові Шевченку (пр. Свободи)
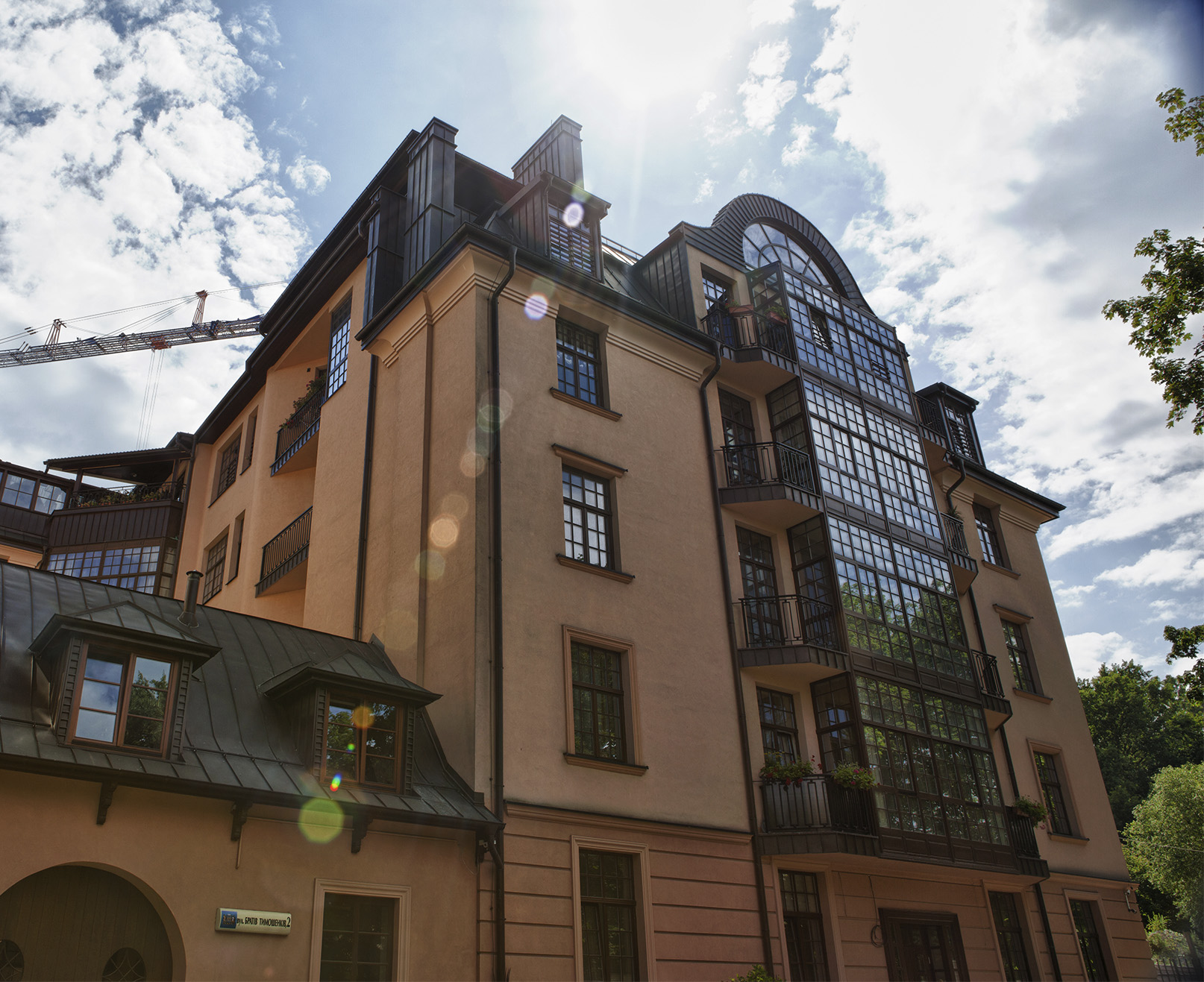
Житловий будинок (вул. Братів Тимошенків)
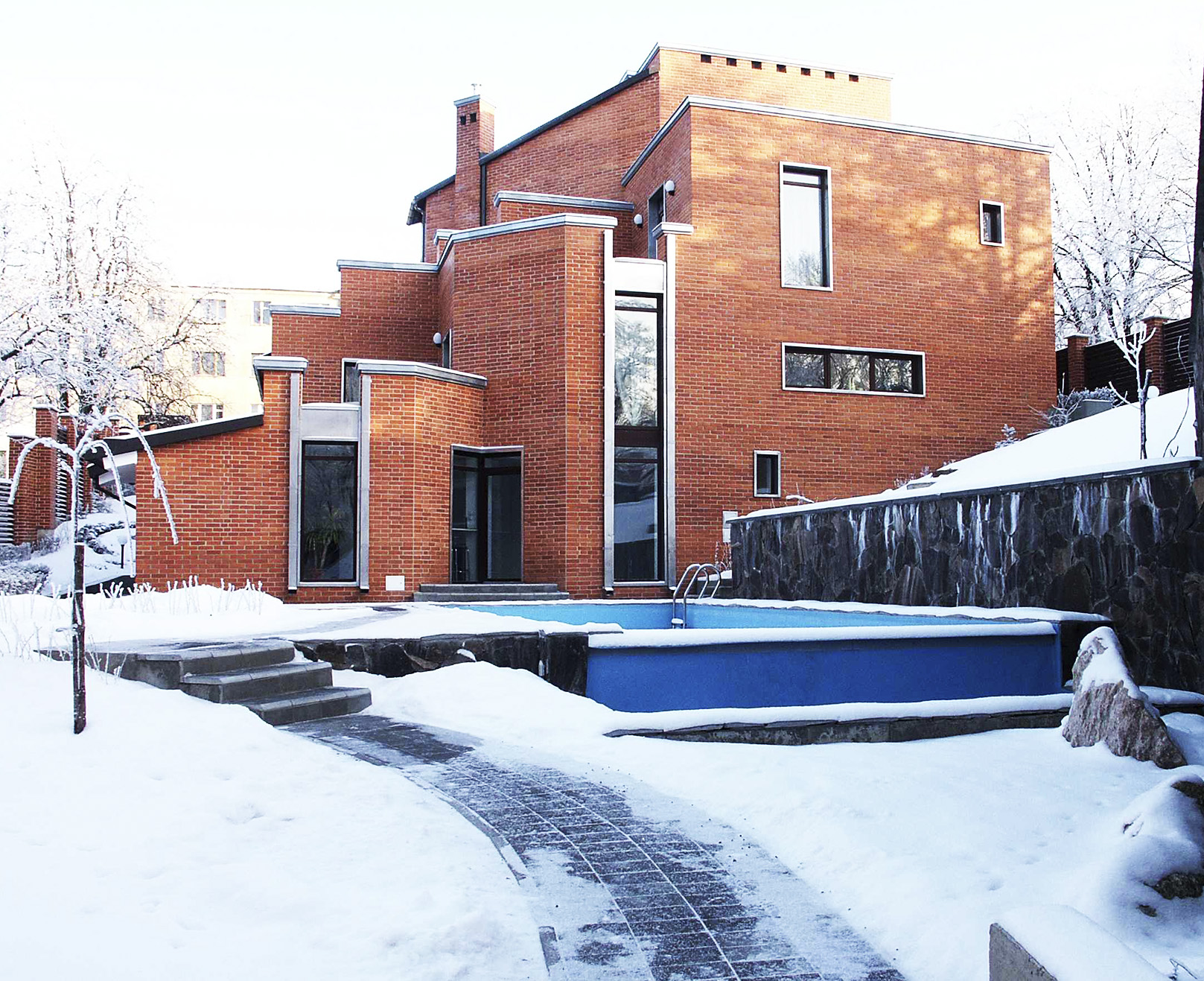
Приватний будинок (вул. Таджицька)
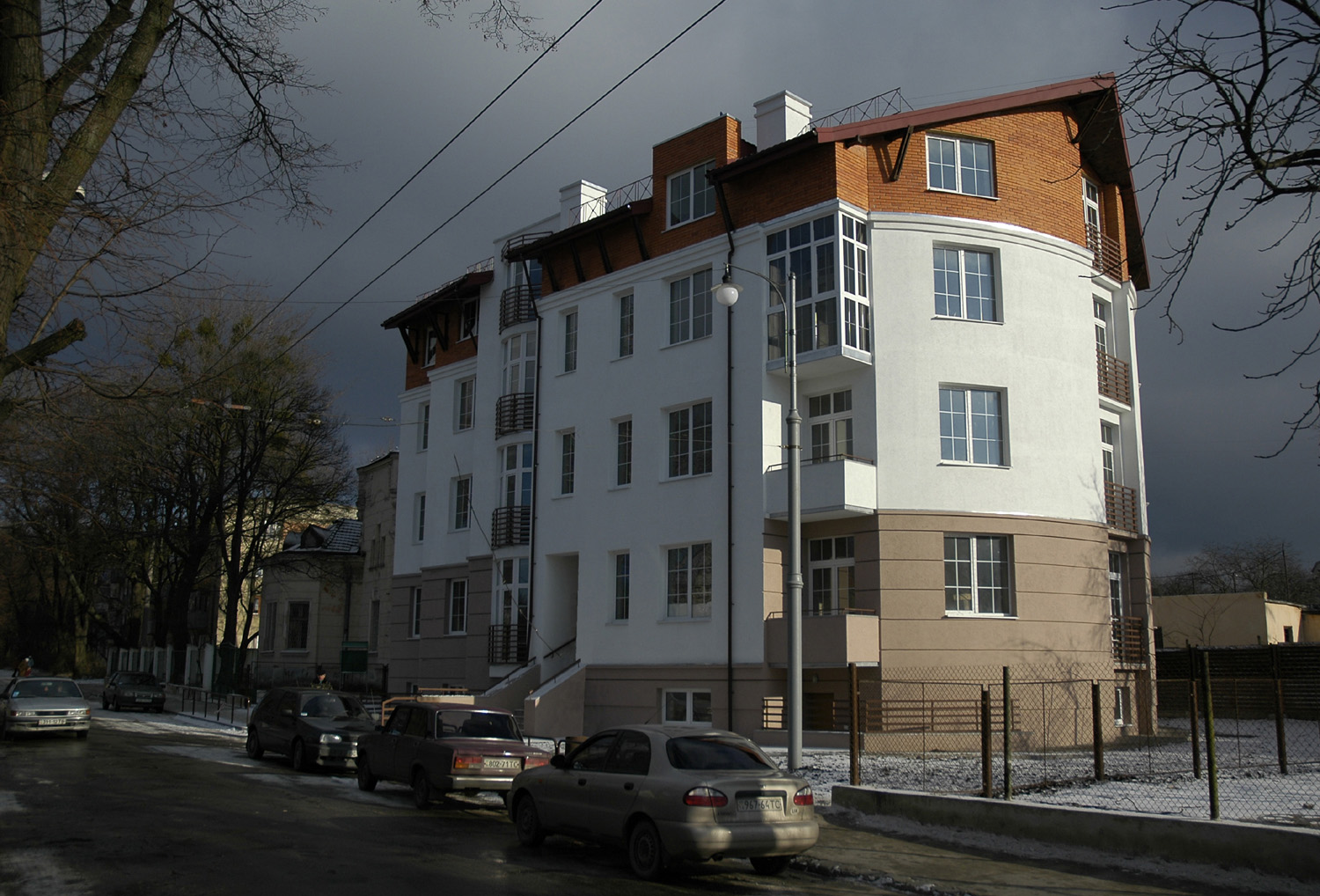
Житловий будинок (вул. Тернопільська)